# I miei giorni più belli
I miei giorni più belli (Trois souvenirs de ma jeunesse) è un film francese del 2015 diretto da Arnaud Desplechin.

## Trama
Paul Dédalus, un professore di mezza età, torna indietro con la memoria e ricorda i giorni della propria giovinezza, le indimenticabili avventure vissute con i compagni di scuola e la prima, struggente storia d'amore.